# Вогнепровідний шнур
Вогнепрові́дни́й шнур (англ. safety fuse, blasting fuse, Bickford fuse; нім. Zündschnur f) — шнур із серцевиною з димного пороху, оточений зовнішнім та внутрішнім обплетенням, вологоізолюючою мастикою; швидкість горіння вогнепровідного шнура становить зазвичай близько 1 см/с. Застосовується як засіб збудження детонації капсуля-детонатора при вогневому підриванні.

## Історія
Для підпалення зарядів здавна застосовувався ґніт — бавовняний чи лляний джгут, просочений селітрою чи міцним лугом, що дозволяло йому горіти без полум'я повільно і стало зі швидкістю 1 см за 1-3 хвилини. Простішим варіантом є звичайна порохова доріжка.
Для одночасного запалювання свічок (наприклад, на люстрах), використовувався стопі́н (італ. stoppino) — шнур, просочений легкозаймистою речовиною. Пороховий стопін — пучок бавовняних ниток, просочених калійною селітрою й обмазаний ззовні сметаноподібною сумішшю порохової м'якоті з клеєм. Різновид стопіну — стопіновий провід, тобто стопін, поміщений у паперову трубку.
Перший зразок безпечного вогнепровідного шнура винайшов 1831 року англійський винахідник Вільям Бікфорд. Первісно він складався з порохової трубки, покритої водонепроникним і лакованим джутовим тросом. Звідси походить і неточна назва будь-якого вогнепровідного шнура — «бікфордів шнур».

## Конструкція
Сучасний вогнепровідний шнур складається з напрямної нитки, скрученої з трьох бавовняних сталок, кожна з яких має різне просочення. Це забезпечує досить точне дотримання швидкості горіння шнура. Піротехнічна суміш, якою заповнюється шнур, не потребує атмосферного кисню, тому шнур горить без відкритого полум'я, і здатний горіти навіть у воді. Діаметр шнура 5-6 мм. Швидкість горіння ВШ на відкритому повітрі становить приблизно 1 см/с (під водою шнур горить на глибині до 5 м; горіння його під водою протікає швидше, ніж на відкритому повітрі). Вага пороху в 1 пог. м шнура – 6 г.
У СРСР випускали три марки ВШ:
- ОША (ВША) — з асфальтованою оплеткою
- ОШДА (ВШДА) — з двічі асфальтованою оплеткою
- ОШП (ВШП) — з пластиковим покриттям

У ЗСУ використовується ОШП. Має пластикову оболонку сірувато-білого кольору. Складається із порохового осердя з напрямною ниткою всередині, ряду внутрішніх і зовнішніх обплетень та оболонки.
У побутовій піротехніці поширення набув китайський вогнепровідний шнур віско (англ. visco fuse). Він складається з двох оплеток бавовняних ниток, усередину яких заплетена хімічна суміш. Зверху він покритий нітролаком.
Вдосконаленим варіантом порохової доріжки є пороховий скотч — липка з одного боку стрічка, до якої тонкою клейовою доріжкою приклеєні зерна пороху. Поширення набув у середині 1990-х як ґніт для запуску феєрверків. Переважно застосовується для одночасного чи послідовного запуску наземних вогненних фігур. Швидкість горіння від 1 до 3 м/с, залежно від типу використовуваного пороху.